# 전병순 (소설가)
전병순(田炳淳, 1929년 2월 7일~ 2005년 5월 3일)은 대한민국의 소설가이다.
전라남도 광주(光州) 출생이며, 1945년 전남여자고등학교를 졸업하고, 숙명여자대학교 국문과를 졸업하였다. 1950년 서울중앙문화협회 편집부 기자생활을 잠시 하다가, 1951년 〈준교사〉를 《신문학》 2집에 발표하였고, 1960년 《뉘누리》가 《여원》 신인상에 당선되어 등단하였다. 주요 작품으로 《피는 꽃 지는 꽃》, 《현부인》, 《독신녀》, 《긍지의 성주》, 《강원도 달비 장수》, 《삼대》 등이 있다. 주로 리얼리즘에 입각한 인간 본성의 준열한 탐색을 추구하였다. 1968년 《또 하나의 고독》으로 제5회 여류문학상을 수상하였다.